# Surubim-do-doce
O surubim-do-doce (nome científico: Steindachneridion doceanum) é uma rara espécie de peixe da família Pimelodidae que já foi comum em toda a bacia do rio Doce da qual é endêmica. Encontra-se criticamente ameaçada de extinção no Brasil.
Habitando as partes mais profundas dos canais do rio Doce e de seus principais tributários, S. doceanum é a maior espécie nativa desta bacia hidrográfica, podendo pesar até 17 kg.